# Horqueta
Horqueta – dystrykt (distrito) w środkowym Paragwaju, w departamencie Concepción o powierzchni 2889 km². Stanowi jeden z 6 dystryktów departamentu. W 2002 roku zamieszkany był przez 52 753 osoby. Miejscowość Horqueta jest jedynym ośrodkiem miejskim na obszarze dystryktu.

## Położenie
Graniczy z sześcioma dystryktami:
- Concepción na północy,
- Yby Ya’ú i Pedro Juan Caballero na wschodzie,
- San Pedro del Ycuamandiyú i Tacuatí na południu,
- Belén na zachodzie.

## Demografia
Tabela przedstawia zmiany liczby ludności od 1950 roku.
| Rok       | 1950   | 1962   | 1972   | 1982   | 1992   | 2002   |
| Populacja | 15 610 | 25 297 | 33 662 | 51 576 | 48 717 | 52 573 |